# Bulbophyllum glanduliferum
Bulbophyllum glanduliferum är en orkidéart som beskrevs av Rudolf Schlechter. Bulbophyllum glanduliferum ingår i släktet Bulbophyllum och familjen orkidéer. Inga underarter finns listade i Catalogue of Life.